# Friedrich Loos

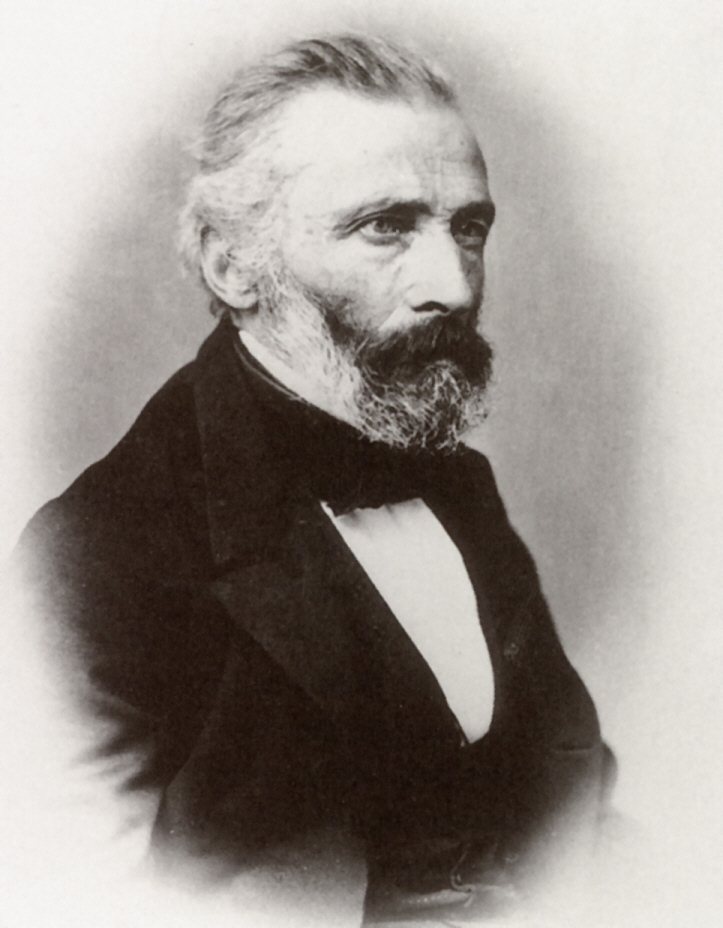
Foto de Friedrich Loos, 1864

Friedrich Loos fue un pintor austríaco estilo Biedermeier, grabador y litógrafo. Nació en Graz el 29 de octubre de 1797. Estudió en Viena en la Academia con Joseph Mössmer y también fue en viajes de estudio a través de las regiones alpinas de Austria. De 1835 a 1836 vivió en Viena, y a partir de 1846 vivió en Roma. Luego se mudó a Kiel, donde trabajó como profesor de dibujo en la universidad en 1863, donde también murió el 9 de mayo de 1890. En sus cuadros, enfatizó la luz y color con el fin de suavizar su pintura, así como para armonizar y unir los detalles.

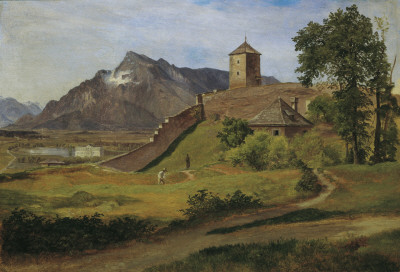
Friedrich Loos, The Falcon Tower on Monk Mountain, Österreichische Galerie Belvedere, 1835